# Robin’s Reign
A  Robin's Reign című lemez Robin Gibb első önálló nagylemeze. A nagylemez dalaiból több szám vezette a  slágerlistát.

## Az album dalai
Az összes dal Robin Gibb szerzeménye
1. August October – 2:35
2. Gone Gone Gone – 2:37
3. The Worst Girl In This Town – 4:32
4. Give Me A Smile – 3:09
5. Down Came The Sun – 2:47
6. Mother And Jack – 4:06
7. Saved By The Bell – 3:07
8. Weekend – 2:12
9. Farmer Ferdinand Hudson – 3:07
10. Lord Bless All – 3:17
11. Most Of My Life – 5:15
12. One Million Years – 4:07

## A számok keletkezésének helye, ideje
- 1969. március, De Lane Lea Studio, London:  Mother And Jack , Saved By The Bell
- 1969. szeptember, London : One Million Years, The Worst Girl In This Town, Most Of My Life, Down Came The Sun, Farmer Ferdinand Hudson
- 1969. október, London: August October, Gone Gone Gone, Lord Bless All
- 1969, London: Give Me A Smile, Weekend

## Közreműködők
- Bee Gees
- Robin Gibb – ének, gitár, orgona, dobgép
- Maurice Gibb – basszusgitár, orgona, zongora
- stúdiózenekar Kenny Clayton vezényletével
- stúdiózenekar Zack Lawrence vezényletével

## Az album dalaiból megjelent kislemezek, EP-k
- Saved By The Bell / Alexandria Good Time: Egyesült Királyság Polydor 1969
- Saved By The Bell / Mother And Jack: Egyesült Királyság Polydor 1969, USA Atco 1969
- One Million Years / Weekend: Egyesült Királyság Polydor 1969, USA Atco 1969
- August October / Give Me A Smile: Egyesült Királyság Polydor 1970, USA Atco 1970